# Viktorie Luisa ze Solms-Baruth
Viktorie Luisa ze Solms-Baruth (Viktorie Luisa Frederika Karolína Matylda; 13. března 1921, Výmarská republika – 1. března 2003, Louisiana) byla německou šlechtičnou.

## Původ a rodina
Hraběnka Viktorie Luisa se narodila na zámku Casel v Kaselu ve Výmarské republice jako dcera hraběte Hanse ze Solms-Baruth a jeho manželky Karolíny Matyldy Šlesvicko-Holštýnsko-Sonderbursko-Glücksburské. Jejími prarodiči z matčiny strany byli vévoda Fridrich Ferdinand Šlesvicko-Holštýnský a Karolína Matylda Šlesvicko-Holštýnsko-Sonderbursko-Augustenburská.

## Manželství
Ve dvaceti letech se Viktorie 25. ledna 1942 v Pfarr und Patronatskirche Kasel provdala za svého o dva roky staršího bratrance Fridricha Josiáše Sasko-Kobursko-Gothajského. Po čtyřech letech se 16. září 1946 rozvedli. Měli spolu jednoho syna:
- Andreas Sasko-Kobursko-Gothajský (* 21. března 1943), ⚭ 1971 Carin Dabelstein (* 16. července 1946)

Rok po rozvodu se Viktorie 6. listopadu 1947 ve Steinwänd bei Werfen v Rakousku podruhé provdala za Richarda Whittena. Církevní obřad proběhl 14. února 1948 v San Franciscu. Měli spolu jednu dceru:
- Victoria Astrid Whitten (* 23. srpna 1948)